# Colla (torrente)
Il Colla è un torrente delle Alpi Liguri che scorre in provincia di Cuneo. 

## Percorso

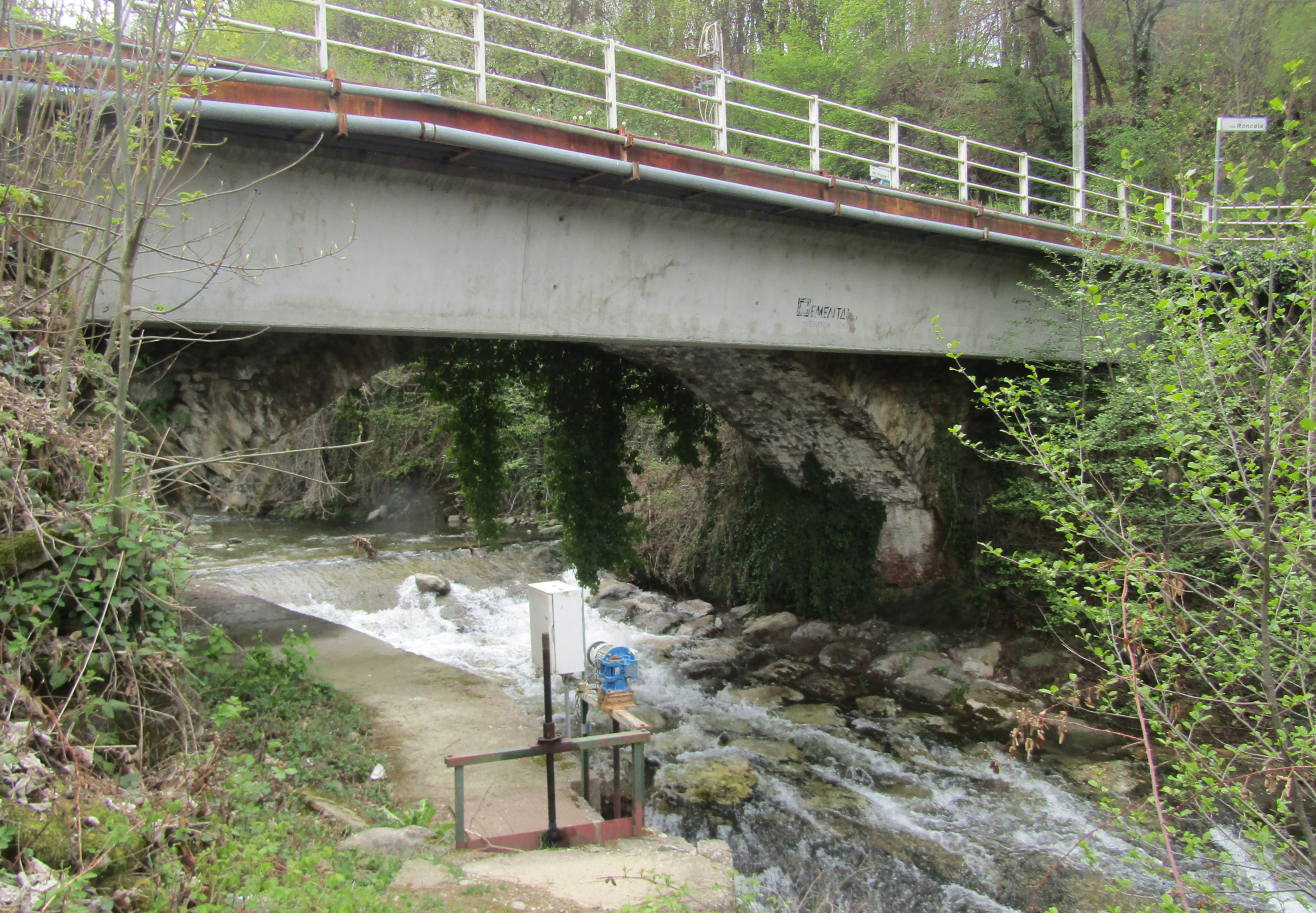
Un ponte sul Colla

Il Colla nasce tra il Monte Piane e il Bric Costa Rossa. Inizialmente il torrente scende in direzione nord-ovest, virando poi verso nord, direzione che manterrà pressoché immutata fino a Boves. A partire dalla frazione Buscajè (circa mille metri di quota) il corso d'acqua viene affiancato da una stradina asfaltata che lo costeggia inizialmente in sinistra idrografica e che attraversa poi il Colla e, a valle della frazione San Giacomo, diventa la SP 244. Il torrente lambisce le frazioni San Giacomo, Castellar e Rivoira poi, dopo essere passato ad est del centro storico di Boves, entra nella pianura padana. A questo punto il suo corso devia decisamente ad est; uscito dal comune di Boves scorre a cavallo del confine comunale tra Peveragno e Cuneo, attraversa un tratto del comune di Beinette e va infine a gettarsi nel Brobbio poco a sud del centro comunale di Margarita, nei pressi di Cascina Lingua (462 m).

## Affluenti principali
- In destra idrografica:
  - Gorgia Turn: si origina tra il Bric Costa Rossa e la Bisalta e confluisce nel Colla poco a monte di Buscajè;
  - Vallone Sambuco: raccoglie le acque che scendono a nord-est della Bisalta e raggiunge il Colla a Castellar.
- In sinistra idrografica:
  - Vallone di Francia: si origina tra la Rocca Alta  e la Cima di Francia e si unisce al Colla presso Tetto La Lana;
  - Vallone del Fo: scende dalla Cima del Brusatà in direzione nord-est, a raggiungere il Colla presso Tetto Meitre.

## Utilizzi

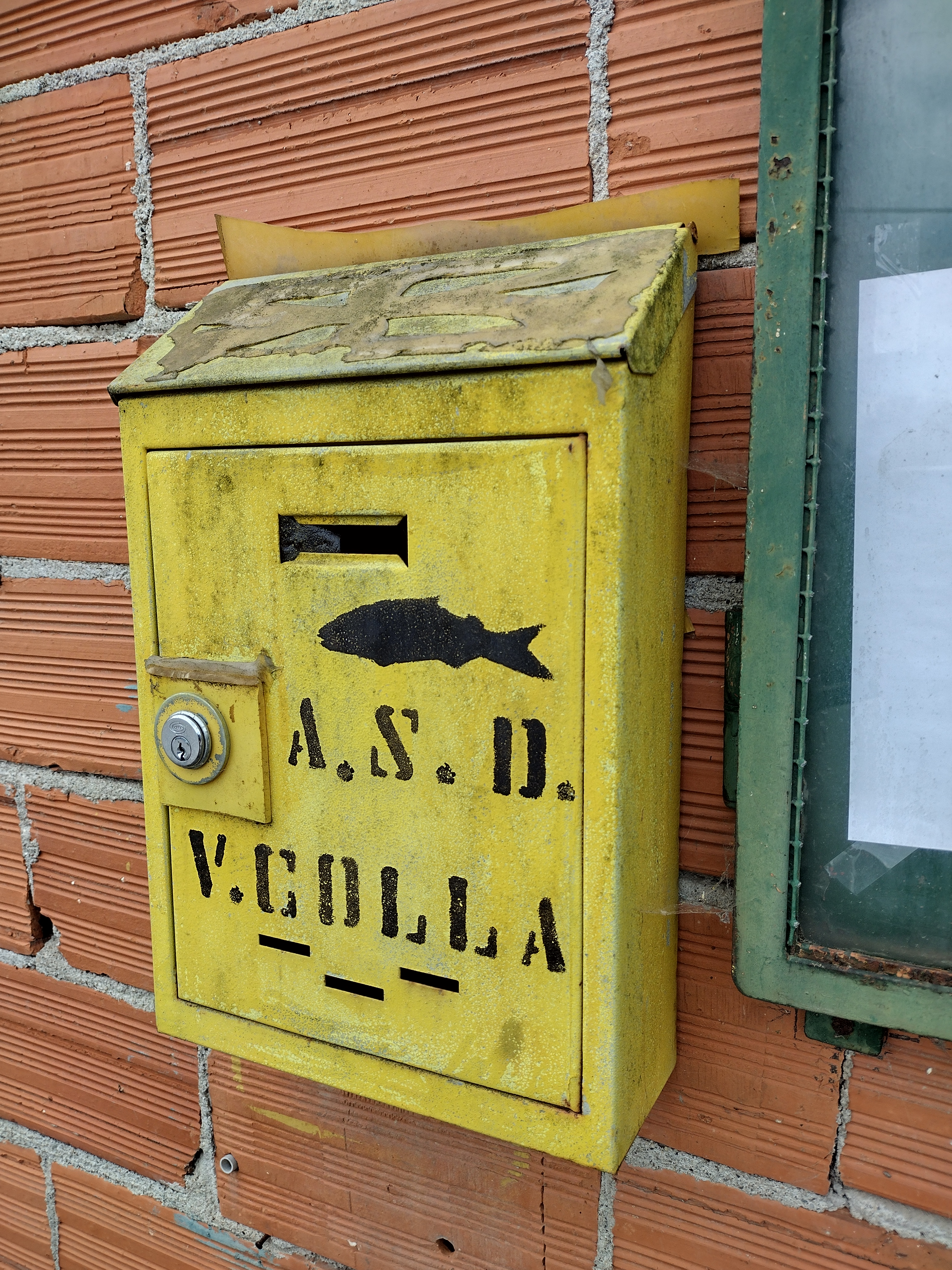
Associazione per la pesca in Val Colla

### Irrigazione
La acque del Colla, come pure quelle di Josina e Brobbio, sono da secoli utilizzate per l'irrigazione delle campagne della zona tra Cuneo e Mondovì, un tempo comprese nel mandamento di Peveragno.

### Pesca
Il Colla nella sua parte più a monte è incluso in una riserva di pesca ricca di trote fario e marmorate. Tra le altre specie presenti si segnalano lo scazzone e il gambero di fiume. Saltuariamente vengono fatte immissioni di salmerini. Il tratto montano del torrente è ricco di buche e di piccole lame.

## Stato ambientale
Lo stato ambientale del corso d'acqua viene considerato nel suo complesso buono.